# Abd Alláh ibn Jásín
Abd Alláh ibn Jásín nebo Abdalláh ibn Jásín (?–1059) byl muslimský teolog, náboženský reformátor a zakladatel řádu Almorávidů. Prosazoval dodržování náboženských povinností a rituálů a snažil se o sjednocení marockých muslimů, a to i na Pyrenejském poloostrově.